# Yeni Əyricə
Yeni Əyricə è un comune dell'Azerbaigian situato nel distretto di Bərdə. Conta una popolazione di 1.572 abitanti.